# 西洋建築史図集
『西洋建築史図集』（せいようけんちくしずしゅう）は、日本建築学会が編集し、彰国社から刊行されている西洋建築に関する図集。できるだけ多数の図版を収録し、最小限の解説を加えたことが特徴で、収録図版数は800点を超える。

## 沿革
第一版は1953年（昭和28年）に発刊されており、戦後の早い段階より存在した西洋建築関連の図集として著名な図集。なお、『西洋建築史図集』の元となった『西洋建築史参考圖集』の初版は、建築学会・建築学参考図刊行委員会の編集により、1931年（昭和6年）に上下2巻で発行されている。
最新版は1981年（昭和56年）に発行された三訂版。発行から30年以上が経過していることから、2014年（平成26年）現在、日本建築学会建築歴史・意匠委員会西洋建築史小委員会のもとに、『西洋建築史図集』改訂WGが設置され、本図集の改訂の検討が行われている。

## 関連書籍
日本建築学会編、彰国社発刊の建築図集としては、他に以下のものがある。
- 東洋建築史図集
- 日本建築史図集
- 近代建築史図集